# UGC 5692
```

```

UGC 5692 هي مجرة حلزونية ماجلانية التي تقع على بعد 13 مليون سنة ضوئية في كوكبة الدب الأكبر. وتم تسميته تسمية بديلة في كتالوج مرصد ديفيد دونلاب. وقد أضيفت المجرة إلى هذه القائمة في عام 1959 من قبل سيدني فان دو بيرغ.